# Dominique Wilkins
Dominique Wilkins (født 12. januar 1960) er en tidligere amerikansk basketballspiller, som oprindeligt er født i Frankrig. Dominique spillede det meste af hans karriere hos Atlanta Hawks i National Basketball Association (NBA). Han blev verdenskendt for sine fantastiske dunks og vandt to gange NBA Slam dunk contest (1985 og 1990), hvor man kårer ligaens bedste dunker. Især konkurrencen i 1985 bliver stadig den dag i dag betragtet som legendarisk, da Wilkins vandt over Michael Jordan i en meget tæt og jævnbyrdig kamp. Hawks havde ikke noget specielt godt hold i 80'erne og 90'erne, men Wilkins formåede alligevel at samle mange fans til kampene. Wilkins tog flere gange til Europæisk Basket hvor han blandt andet vandt det græske mesterskab i 1996. Han vendte dog af flere omgange tilbage til NBA. Wilkins havde et stort talent for at score point og var i 1986 den mest scorende spiller i NBA. Han bliver betragtet som en af de bedste dunkere nogensinde, sammen med Vince Carter, Michael Jordan og Jason Richardson.
I 2006 blev Wilkins optaget i Naismith Memorial Basketball Hall of Fame.

## U.S.A's Basketlandshold
På trods af sine store status i ligaen, var han ikke med på The Dream Team, som vandt guld ved 1992 OL i Barcelona. Han vandt dog guld i 1994 ved Verdensmesterskabet i Canada, sammen med blandt andet Alonzo Mourning.

## Tidligere Hold
- Atlanta Hawks (1982-1994)
- Boston Celtics (1994-1995)
- Panathinaikos (Grækenland) (1995-1996)
- San Antonio Spurs (1996-1997)
- Fortitudo Bologna (Italien) (1997-1998)
- Orlando Magic (1999)